# ロシア内務省アンサンブル

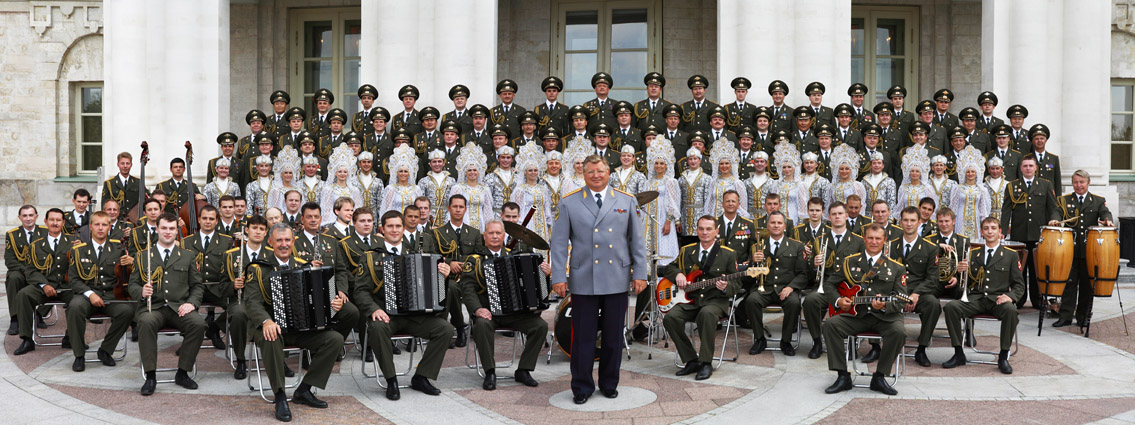
ロシア内務省歌と踊りのアンサンブル（2006年12月）

ロシア内務省アンサンブル (ロシア語: Академический ансамбль песни и пляски национальной гвардии Российской Федерации)は内務省の英語略称から「ロシアMVDアンサンブル」（英語: Russian MDV Ensemble）とも呼ばれ、ロシア連邦内務省に所属し、軍の慰問を主目的とする歌と踊りのアンサンブルである。

## 歴史と活動
「ロシア連邦内務省歌と踊りのアカデミー・アンサンブル」（ロシア語の正式名称）は1929年に端を発し、1939年には内務省の管轄に移り、1973年にそれまでの２つの合唱団が合併して正式に発足している。1985年からヴィクトル・エリセーエフが指揮を務めている。
このアンサンブルはモスクワオリンピック（1980年）の開会式で演奏している。2007年には「ロシアの大地アンサンブル－ロシア連邦政府内務省歌舞団」として来日公演している。
世界的にも有名な「赤軍合唱団」の流れを汲むアンサンブルとしては、正式にはアレクサンドロフ・アンサンブルとこのロシア内務省アンサンブルだけであると、前者のサイトは主張している。

## ディスコグラフィー
- 「Moscow Military Ensemble - モスクワ軍管区歌と踊りのアンサンブル、1991年録音」

ビクター・エンタテインメント(DURECO) VICC-146
題名と解説が誤りで、これは「ヴィクトル・エリセーエフ指揮：内務省軍歌と踊りのアンサンブル」である。 

## 参照項目
- ロシア民謡